# Diego Capel
Diego Ángel Capel Trinidad (Albox, 1988. február 16. –) spanyol labdarúgó, jelenleg a RSC Anderlecht középpályása.

## Klubkarrier
A fiatal Capel a Barcelonában kezdte junior éveit, majd fiatalon, 13 évesen került az andalúz Sevilla FC-hez. 3 évet húzott le a Sevilla FC utánpótlás bázisában, majd a második csapathoz, a "B" kerethez került, de már pár alkalommal bizonyíthatott az "A" keretben, az első osztályban is. 2007 nyarán felkerült a "nagyokhoz". Első komoly szezonján 31 mérkőzésen léphetett pályára. Következő nyáron állítólag nyáron felkerült a neve a Real Madrid kívánságlistájára, de végül maradt a csapatában.

## Válogatottban
2006-ban elkezdte a Spanyol labdarúgó-válogatottban is a menetelést, minden kategóriát végigjárt. Rögtön 2006-hoz egy nagy eredmény fűződik, ugyanis Lengyelországban a Spanyol U19-es kerettel Európa bajnokságot nyert. Azt követően a 2007-es U20-as világbajnokságon szerepelt, de a csapat nem ért el nagy eredményt, 11-es párbajban búcsúztak a Cseh labdarúgó-válogatottól a negyeddöntőben.
A következő évben, 2008-ban bemutatkozott a Spanyol labdarúgó-válogatottban a felnőttek között is 2008. augusztus 20-án.

## Sikerei, díjai
- UEFA-kupa 2005–2006, 2006–2007
- Spanyol labdarúgókupa 2006–2007
- U19-es Európa-bajnokság 2006